# インベンシス・レール・グループ
インベンシス・レール・グループ（英: Invensys Rail Group）は、かつてインベンシスの1部門であり、イギリスを拠点としていた多国籍エンジニアリング会社である。
当グループは、自動化、信号および制御機器を含む、鉄道設備の設計、製造および物流を扱う業者であった。
当グループは、ウィルトシャー州チッペナムに本社を置き、2005年（平成17年）現在では、国際的な14ヶ所にて2,750人以上の従業員が働いていた。
当グループは、4社を通して運営されていた：
- インベンシス・レール・ダイムトロニック（英: Invensys Rail Dimetronic）（スペイン、ポルトガルおよびラテンアメリカ）
- ウェスティングハウス・レール・システムズ（イギリス）
- ウェスティングハウス・シグナルズ・オーストラリア（英: Westinghouse Signals Australia）およびフォックスボロ・トランスポーテーション（英: Foxboro Transportation）を編入したインベンシス・レール・システムズ・オーストラリア（英: Invensys Rail Systems Australia）、現在はウェスティングハウス・レール・システムズ・オーストラリア（英: Westinghouse Rail Systems (WRSA)）の総称として知られている

ウェスティングハウス・レール・システムズ (WRSL) （イギリス）は、ウェスティングハウス・シグナルズとして以前から知られており、それ以前には発明者であるジョージ・ウェスティングハウスにちなんで名付けられたウェスティングハウス・ブレーキ・アンド・シグナルの一部であった。
ウェスティングハウス・ブレーキ・アンド・シグナルのもう一方であるウェスティングハウス・ブレーキは、インベンシスによってクノールブレムゼへ売却され、その後はメルクシャムの近くの町で事業を始めるために、チッペナムの場所から離れた。
2012年（平成24年）11月28日に、インベンシスは17億ポンドでシーメンス AGに、インベンシスの鉄道部門を売却することに同意し、売却は2013年（平成25年）5月2日に完了した。現在はシーメンス・モビリティがブランドを引き継いでいる。